# اولگ سالنکو
اولگ سالنکو (روسی: Олег Анатольевич Саленко؛ زادهٔ ۲۵ اکتبر ۱۹۶۹) یک بازیکن فوتبال اهل اتحاد جماهیر شوروی سوسیالیستی است.
سالنکو با ۵ گل زده در بازی با کامرون در جام جهانی ۱۹۹۴ آمریکا، رکورد بیشترین گل زدهٔ یک بازیکن در یک بازی را در ادوار جام جهانی در اختیار دارد.
وی همچنین در تیم‌های ملی فوتبال اوکراین روسیه بازی کرده‌است. او با زدن ۶ گل در جام جهانی ۱۹۹۴ به‌طور مشترک با هریستو استیچکوف آقای گل جام جهانی شد، جالب این است که هر ۶ گل را در مرحله گروهی به ثمر رسانده بود.